# Ivan Kecojević
Ivan Kecojević (Bar, 10 de abril de 1988) es un exfutbolista montenegrino. Jugaba como defensa y desde septiembre de 2023 es ojeador del Cádiz C. F.

## Clubes
| Club              | País       | Año       |
| ----------------- | ---------- | --------- |
| F. K. Mornar      | Montenegro | 2004-2007 |
| F. K. Teleoptik   | Serbia     | 2007-2009 |
| F. K. Čukarički   | Serbia     | 2009-2010 |
| O. F. K. Belgrado | Serbia     | 2010-2012 |
| Gaziantepspor     | Turquía    | 2012-2014 |
| F. C. Zürich      | Suiza      | 2014-2017 |
| Cádiz C. F.       | España     | 2017-2019 |
| Albacete Balompié | España     | 2019-2021 |
| C. F. Intercity   | España     | 2021-2023 |

## Palmarés

### Títulos nacionales
| Título        | Club         | País  | Año  |
| ------------- | ------------ | ----- | ---- |
| Copa de Suiza | F. C. Zürich | Suiza | 2014 |
| Copa de Suiza | F. C. Zürich | Suiza | 2016 |